# Tre digte av Carsten Hauch
Tre digte av Carsten Hauch bevat een  drietal composities van Niels Gade. Het is een werk van deze Deense componist uit 1849. Gade zette muziek onder een drietal teksten van Carsten Hauch. De opusnummering binnen de werken is niet altijd chronologisch en ook hier gingen de uitgeverijen de mist in. De reden daarvoor is het heen en weer reizen van Gade tussen Leipzig en Kopenhagen, al dan niet veroorzaakt door de Eerste Duits-Deense Oorlog. Dat heeft hier tot resultaat gehad dat er twee werken verschenen onder opus 21: de tweede vioolsonate in Leipzig en de Tre digte in Kopenhagen. Daarbij komt dan nog dat zijn Tre digte na de print uiteenviel in losse liederen, die zelden in één programma worden uitgevoerd. 
Dat heeft zonder meer te maken met de drie onderwerpen van de drie teksten. Eén lied Den elskene gaat over een geliefde en begint met De hvideste Perler i Havet er spredt (De witste parels). Een ander is getiteld Birken met beginregel Hvi staar du saa ensom o Birketræ (waarom sta je hier zo alleen, berk). Het derde lied maakt de opusnummering nog lastiger. Het is getiteld Polsk Fædrelandssang (Pools volkslied) met de beginregel Hvorfor svulmer Weichselfloden over de rivier Wisla. Dat lied verscheen in diverse versies:
- voor zangstem en piano met de Deense tekst
- voor zangstem en piano met een Duitse tekst,
- een bewerking voor harmonium solo
- een bewerking voor harmonium en piano
- een bewerking voor harmonium, viool en cello.

Tussen al de “verschoven” opusnummers dwarrelt dan ook nog Gades enige opera Mariotta uit 1849 zonder opusnummer.  